# (5825) Rakuyou
(5825) Rakuyou es un asteroide perteneciente al cinturón de asteroides, región del sistema solar que se encuentra entre las órbitas de Marte y Júpiter, más concretamente a la familia de Adeona, descubierto el 21 de enero de 1990 por Atsushi Sugie desde el Observatorio Astronómico Dynic, Taga, Japón.

## Designación y nombre
Designado provisionalmente como 1990 BR1. Fue nombrado Rakuyou en homenaje a la Escuela Secundaria Técnica Rakuyou de la ciudad de Kioto, que en 1894 empezó funcionando como escuela de teñido y tejido de la ciudad de Kioto. Desde su fundación, siempre se ha estado en la vanguardia de la tecnología industrial y ha graduado a muchos jóvenes.

## Características orbitales
Rakuyou está situado a una distancia media del Sol de 2,658 ua, pudiendo alejarse hasta 3,105 ua y acercarse hasta 2,210 ua. Su excentricidad es 0,168 y la inclinación orbital 12,09 grados. Emplea 1582,86 días en completar una órbita alrededor del Sol.

## Características físicas
La magnitud absoluta de Rakuyou es 13,4. Tiene 11,708 km de diámetro y su albedo se estima en 0,124. 